# 日本の喫煙に関する組織・団体の一覧
日本の喫煙に関する組織・団体の一覧（にほんのきつえんにかんするそしき・だんたいのいちらん）は日本における喫煙に関する組織・団体の一覧。歴史的過去に属する団体を含む。

## 政治

### 議員連盟
- 自民党たばこ議員連盟
- もくもく会
- 禁煙推進議員連盟
- 全国禁煙推進地方議員連絡会
- たばこと健康を考える議員連盟
- たばこ産業政策議員連盟
- 全国たばこ販売政治連盟

### 政党
- 民主党たばこ産業政策議員懇談会
- 自民党たばこ特別委員会
- 公明党がん対策推進本部

### 族議員
- タバコ族議員
- JT族議員

## 行政

### 財務省
旧大蔵省・現財務省の関連組織・団体。
- 大蔵省専売局
  - 台湾総督府専売局
  - 朝鮮総督府専売局
- 財務省理財局総務課たばこ塩事業室
- 大蔵省専売事業審議会
- JT葉たばこ審議会
- 東亜煙草
- 満州煙草（満洲煙草公司、満洲煙草股分公司）
- 日本たばこ産業（JT） - 所管法人。
  - 前身: 日本専売公社 - 所管法人。
- たばこ耕作組合（全国たばこ耕作組合中央会を構成する組合） - 所管法人。

### 厚生労働省
旧厚生省・旧労働省・現厚生労働省の関連組織・団体。
- 喫煙と肺がんに関する会議
- 喫煙と健康問題に関する検討会
- 職場における受動喫煙防止対策に関する検討会
- 受動喫煙防止対策のあり方に関する検討会
- 国立研究開発法人国立がん研究センターがん対策情報センターたばこ政策支援部 - 所管法人。

## 商業・企業
- たばこ座 - 江戸時代の座。
- 岩谷商会 - 1884年（明治17年）設立[1]、1904年（明治37年）のタバコ専売制まで存続[2]。
  - 旧屋号: 薩摩屋[1]
- 村井兄弟商会 - 1894年（明治27年）5月設立[3]、1904年（明治37年）のタバコ専売制まで存続[2]。
- 東亜煙草 - 1906年（明治39年）10月設立、1939年（昭和14年）満州煙草への身売りまで存続。
- 満州煙草（満洲煙草公司、満洲煙草股分公司）[4][5] - 1934年（昭和9年）12月設立（満州国は第二次世界大戦における大日本帝国の敗戦により滅亡）。
- 秋山産業 (タバコ企業) - 輸入タバコを専門的に取り扱う企業。1950年（昭和25年）8月設立（存続中）。
- 日本たばこ産業（JT） - 1985年（昭和60年）4月設立（存続中）。
  - 前身: 日本専売公社 - 1949年（昭和24年）6月設立の公共企業体。1985年（昭和60年）日本たばこ産業（JT）発足まで存続。

## その他の組織・団体
- 公益財団法人喫煙科学研究財団
- 公益財団法人たばこ総合研究センター
- 一般社団法人日本たばこ協会
- 公益財団法人日本葉たばこ技術開発協会
- 一般財団法人葉たばこ生産近代化財団
- 禁煙推進学術ネットワーク
  - 参加学会: 日本癌学会、日本口腔衛生学会、日本口腔外科学会、日本公衆衛生学会、日本呼吸器学会、日本産科婦人科学会、日本歯周病学会、日本循環器学会、日本小児科学会、日本心臓病学会、日本肺癌学会、日本麻酔科学会、日本人間ドック学会、日本口腔インプラント学会、日本頭頸部癌学会、日本歯科人間ドック学会、日本動脈硬化学会
- 嫌煙権確立をめざす人々の会
  - 代表者: 中田みどり、渡辺文学
- 特定非営利活動法人「子どもに無煙環境を」推進協議会
- 青少年喫煙等健康問題研究会（ISKM）
  - 代表: 小林賢二（教育活動家）[6]
- 全国たばこショップリーダースクラブ
- 全国たばこ販売協同組合連合会
- 全日本たばこ産業労働組合（JT労組）
- たばこ信用組合 - かつて存在した日本の信用組合。
  - 石川たばこ信用組合 - 2002年1月まで存在した。
  - 福井県たばこ信用組合 - 2002年12月まで存在した最後のたばこ信用組合。
- たばこと健康全国協議会
  - 旧称: 全国禁煙・嫌煙運動連絡協議会
- たばこと健康問題NGO協議会
- タバコ病をなくす横浜裁判原告団・応援団 - タバコ病をなくす横浜裁判（上告中）の原告団と応援団。
- 一般社団法人タバコ問題情報センター
  - FCTC推進国民会議 - タバコ問題情報センター内に事務局がある組織。
- タバコ問題首都圏協議会
- 一般社団法人日本学校保健学会（JASH）「タバコのない学校」推進プロジェクト
- 一般社団法人日本喫煙具協会
- 日本禁煙科学会（JASCS） - 奈良女子大学に事務局がある組織。
- 日本禁煙推進医師歯科医師連盟（禁煙医師連盟）
  - 一般社団法人日本禁煙学会（JSTC） - 日本禁煙推進医師歯科医師連盟の有志が設立。
- 非喫煙者を守る会
- 日本キリスト教婦人矯風会